# ヘンリー・フィッツロイ (初代グラフトン公)
初代グラフトン公ヘンリー・フィッツロイ（英: Henry FitzRoy, 1st Duke of Grafton, KG, PC、1663年9月28日 - 1690年10月9日）は、イングランドの貴族・軍人。
イングランド王チャールズ2世と愛人バーバラ・パーマーとの間に生まれた私生児。1672年にユーストン伯爵、1675年にグラフトン公に叙された。グラフトン公爵フィッツロイ家の祖である。

## 経歴
1663年9月28日、チャールズ2世とその愛人バーバラ・ヴィリアーズ（後の初代クリーヴランド女公爵バーバラ・パーマー。第2代グラディソン子爵ウィリアム・ヴィリアーズの娘）の間の3人の非嫡出男子の次男として生まれる。同母兄に初代サウサンプトン公爵・第2代クリーヴランド公爵チャールズ・フィッツロイ、同母弟に初代ノーサンバーランド公爵ジョージ・フィッツロイがある。
ただしヘンリーには母の愛人ヘンリー・ジャーミンの子ではないかという疑惑がある。チャールズ2世も当初それを疑って認知を渋ったが、バーバラが強く抗議したため、結局認知されたという経緯があった。
1672年8月1日にチャールズ2世の側近の初代アーリントン伯ヘンリー・ベネットの1人娘イザベラと結婚した。
母バーバラは、ルイーズ・ケルアイユ（初代リッチモンド公爵チャールズ・レノックスの母）らチャールズ2世の他の愛人たちにライバル意識を燃やしており、自分の3人の息子に爵位を確保しようと必死に宮廷工作を行った。その結果、ヘンリーには1672年8月16日に弟ジョージ（ノーサンバーランド公）への特別継承権を認めたイングランド貴族爵位ユーストン伯爵（Earl of Euston）、イプスウィッチ子爵（Viscount Ipswich）、サドバリー男爵（Baron Sudbury）が与えられた。さらに1675年9月11日にはグラフトン公爵に叙せられた。
1680年にガーター勲章を受勲した。1681年から1688年にかけてと1688年から1689年にかけて第1近衛歩兵連隊連隊長（Colonel）を務めた。また1682年から1683年にかけてトリニティ・ハウス長官（master of the Trinity House）を務めた。1682年にカンバーランド公ルパートが死去すると代わって海軍副提督に就任し、1689年まで務めた。
1685年4月23日のジェームズ2世の戴冠式で大司馬を務めた。同年6月にはモンマスの反乱鎮圧に参加。同年7月28日に岳父アーリントン伯が死去し、妻が第2代アーリントン女伯爵位と財産を継承した。同年11月9日から貴族院議員となった。また同年から1689年までサフォーク統監を務めた。
ジョン・チャーチル（後のマールバラ公）と行動を共にするようになり、1688年の名誉革命ではチャーチルと共にジェームズ2世の軍から脱走してウィリアム3世に寝返った。1690年にもチャーチルにしたがって南アイルランド遠征（ウィリアマイト戦争）に参加したが、コーク包囲戦で重傷を負い、10月9日に戦死した。
イザベラとの間の1人息子チャールズ・フィッツロイがグラフトン公位を継承した。彼は後にイザベラからアーリントン伯位も継承している。

## 栄典

### 爵位
1672年8月16日に以下の爵位を新規に叙される。
- サフォーク州における初代ユーストン伯爵 (1st Earl of Euston, in the County of Suffolk)
（勅許状によるイングランド貴族爵位。特別継承権規定で直系の他、弟ジョージに継承可能）
- サフォーク州における初代イプスウィッチ子爵 (1st Viscount Ipswich, in the County of Suffolk)
（勅許状によるイングランド貴族爵位。特別継承権規定で直系の他、弟ジョージに継承可能）
- サフォーク州におけるサドバリーの初代サドバリー男爵 (1st Baron Sudbury of Sudbury, in the County of Suffolk)
（勅許状によるイングランド貴族爵位。特別継承権規定で直系の他、弟ジョージに継承可能）

1675年9月11日に以下の爵位を新規に叙される。
- ノーサンプトン州における初代グラフトン公爵 (1st Duke of Grafton, in the County of Northampton)
(勅許状によるイングランド貴族爵位)

### 勲章
1680年、ガーター騎士団（勲章）ナイト（KG）

## 家族
1672年8月1日に初代アーリントン伯ヘンリー・ベネットの1人娘イザベラと結婚した。彼女は父から第2代アーリントン女伯爵位と財産を継承した。彼女との間に爵位を継承する一人息子チャールズ・フィッツロイを儲けた。